# Албертово језеро
Албертово језеро, бивше језеро Мобуту Сесе Секо, је једно од Афричких великих језера. Налази се на граници између Демократске Републике Конго и Уганде.
Дуго је око 145 km, 46 km широко и има површину од 5.600 km² што га чини седмим афричким језером по величини. Има максималну дубину му је 58, а просечна 25 метара, и налази се на 619 метра надморске висине. Дужина обалске линије је 520 km. Има облик неправилног трапеза, јасно издуженог од југозапада на североисток.
Албертово језеро је део компликованог система горњег Нила. Његов главни извор је река Викторија - Нил који долази из Викторијиног језера на југоистоку, и река Семлики која долази из Едвардовог језера на југозападу. Његова отока на северозападном крају језера је Албертов Нил који се назива Бели Нил када уђе у Судан. Захваљујући притокама, од којих једна извире из Викторијиног језера, а друга из Едвардовог језера, површина слива је велика. То омогућује обилно храњење водом, уједначен водени биланс и обилно отицање ка северу. Само ка северу језеро је шире отворено.
Јужно од језера, на нешто више од пола растојања од Едвардовог језера, диже се врх Рузвензори, достижући 5119 надморске висине.
Први Европљанин који га је открио је Самјуел Вајт Бејкер 14. марта 1864. Име је добио по тада недавно преминулом принцу Алберту, мужу Краљице Викторије, као једно од три језера (Рудолфово, Албертово и Едвардово) у источној Африци која носе имена принчева, те се популарно зову Језера принчева.

## Географија
Језеро Алберт се налази на граници између Уганде и Демократске Републике Конго. То је најсеверније у ланцу језера у Албертинском раседу, западном огранку источноафричког расцепа.
Дугачко је око 160 km (99 mi) и широко 30 km (19 mi), са максималном дубином од 51 m (167 ft) и надморском висином од 619 m (2.031 ft) изнад нивоа мора.
Језеро Алберт је део компликованог система горњег Нила. Његови главни извори су Бели Нил, који на крају долази од језера Викторија на југоистоку, и река Семлики, која извире из језера Едвард на југозападу. Вода Викторијиног Нила је много мање слана од воде језера Алберт. Излаз језера, на његовом најсевернијем крају, је део Белог Нила Албертов Нил. Река је касније постаје позната као Планински Нил када њен ток уђе у Јужни Судан.
На јужном крају језера, где улази Семлики, налазе се мочваре. Планине Рувензори су јужно од језера, а на северозападу Плаве планине. Неколико насеља дуж обале укључују Бутијабу и Паквач.

## Карактеристике воде
За разлику од веома дубоког језера Малави, језера Тангањика и језера Киву, температура воде у језеру Алберт је релативно стабилна свуда, обично око 27—29 °C (81—84 °F), и чак и његови дубљи делови садрже кисеоник.
Вода има pH приближно или нешто испод 9 и електричну проводљивост од око 720–780 μS/cm. Обе ове вредности су веома високе за слатководно језеро, али су ипак ниже од језера Едвард.

## Животиње
Језеро Алберт има мање ендемских врста од других Афричких великих језера. Иако Албертов Нил – део Нила који напушта језеро Алберт – има неколико брзака у региону Нимула, они нису ефикасно изоловали језеро од главних делова Нила. Насупрот томе, језеро Едвард (и на крају језеро Џорџ) је ефективно изоловано од језера Алберт брзацима на реци Семлики, док је језеро Кјога (и коначно језеро Викторија) ефективно изоловано од језера Алберт преко водопада Марчисон на Викторијином Нилу. Као последица тога, већина риба језера Алберт су широко распрострањене речне врсте које се такође налазе у главним деловима Нила. Мало је хаплохроминских циклида; група која је веома разнолика у другим језерима раседне долине. Од шест хаплохромина у језеру Алберт, четири су ендемска (Haplochromis albertianus, H. avium, H. bullatus и H. mahagiensis), а два се такође налазе у Нилу (H. loati и Pseudocrenilabrus multicolor). У поређењу с тим, већина од више од 60 хаплохромина у језеру Едвард-Џорџ и већина од отприлике 600 хаплохромина у језеру Викторија-Кјога су ендемски. Једине друге ендемске врсте рибе у језеру Алберт су мали ципринид Engraulicypris bredoi и угрожени Albert lates.

## Историја
Језеро Алберт је још увек познато као Мвитанзиге у говору народа Банјороа и Батура, као и других народа који су насељавали регион вековима пре колонијалног доба. Ово име значи 'убица скакаваца', од омвита 'убица' и ензиге 'скакавци' на Рунјоро језику. За то је заслужна локална легенда која говори како је пошаст скакаваца уништила усеве људи који су живели на источној обали језера, али када су покушали да пређу на другу страну, тамо никада нису стигли. Због усмене природе Нјоро културе и недостатка писања пре британске окупације, није могуће са сигурношћу знати да ли се ова прича заиста и догодила.
Године 1864, истраживачи Семјуел Бејкер и Флора фон Сас пронашли су језеро и преименовали га по у то време недавно преминулом принцу Алберту, супругу краљице Викторије. У 20. веку, председник Заира Мобуту Сесе Секо привремено је назвао језеро по себи.
Европски колонијалисти су управљали поморством на језеру. Британци су планирали транспорт на језеру Алберт као део мреже железничких, речних и језерских пароброда који повезују британске интересе у Египту, источној Африци и јужној Африци. Бродоградилиште Џон И. Торникрофт & компанија у Вулстону у Хемпширу изградило је теретни и путнички брод Роберт Коридон за ову сврху 1930. године. Име је добио по официру Британске армије Роберту Торну Кориндону, који је био гувернер Уганде 1918–22. Винстон Черчил је описао брод као „најбољу половећу библиотеку“, а Ернест Хемингвеј га је назвао „величанственост на води“. Брод је потопљен 1962. или је потонула 1964. године. Остао је неспашен и делимично потопљена у језеро на пристанишном месту Бутјаба. Ту се и данас може видети.
Херитиџ Ојл и Тулов Ојл су најавили велика налазишта нафте у басену језера Алберт, уз процене да ће се налазиште са више милијарди барела показати као највеће копнено поље пронађено у подсахарској Африци за више од двадесет година.
У марту 2014, брод који је превозио конгоанске избеглице преврнуо се у језеру Алберт, при чему је погинуло више од 250 људи. Дана 26. децембра 2016, чамац са 45 чланова и навијача локалног сеоског фудбалског тима преврнуо се у језеру Алберт усмртивши најмање 30 људи. Тридесет људи је погинуло 24. децембра 2020. када се преврнуо брод на путу од Уганде до Конга. Путници су били забринути због ограничења путовања у вези са пандемијом Ковида-19 у Африци.
Насеље Кибиро на језеру Алберт има културни и археолошки значај.

## Галерија
- Сер Семјуел истражује језеро
- Реке и језера Уганде
- Трајект
- Канал
- Жирафа поред језера